# Deputati della V legislatura della Repubblica Italiana
Questo elenco riporta i nomi dei deputati della V legislatura della Repubblica Italiana dopo le elezioni politiche del 1968.

## Gruppi
| Gruppi                                              | Inizio | Fine |
| --------------------------------------------------- | ------ | ---- |
| Democratico Cristiano ()                            | 266    | 263  |
| Comunista ()                                        | 171    | 166  |
| PSI-PSDI Unificati poi Socialista ()                | 91     | 62   |
| Liberale ()                                         | 31     | 30   |
| Movimento Sociale Italiano ()                       | 24     | 25   |
| Partito Socialista Italiano di Unità Proletaria ()  | 23     | 22   |
| Repubblicano ()                                     | 9      | 9    |
| Partito Democratico Italiano di Unità Monarchica () | 6      | 5    |
| Partito Socialista Democratico Italiano ()          | -      | 29   |
| Misto ()                                            | 9      | 17   |
| Totale                                              | 630    | 628  |

Il sito istituzionale della Camera fissa in 25 deputati la consistenza originaria del gruppo MSI e in 5 deputati quella del PDIUM; il sito precisa altresì che in data 18.06.1968 il gruppo MSI diminuì di un'unità avendo Gaetano Fiorentino (eletto nel PDIUM e iscritto al gruppo MSI) optato per il Senato; pertanto, vista l'intervenuta surrogazione di Gaetano Fiorentino da parte di Giovanni Casola (05.07.1968), alla data di costituzione dei gruppi (09.07.1968) il gruppo MSI annoverava 24 deputati. Tuttavia, la consistenza del gruppo PDIUM resta indicata in 5 deputati anziché 6: come data di ingresso di Casola nel gruppo PDIUM è erroneamente indicato il 18.06.1969 anziché il 18.06.1968 (né sono indicati, anteriormente al 18.06.1969, altri gruppi di appartenenza in riferimento a Casola).

## Ufficio di presidenza

### Presidente
- Sandro Pertini (PSI)

### Vicepresidenti
- Guido Gonella (DC) (abbandona la carica il 24 giugno 1968)
- Benigno Zaccagnini (DC)
- Arrigo Boldrini (PCI)
- Lucio Mario Luzzatto (PSIUP)

### Questori
- Gustavo De Meo (DC)
- Egidio Ariosto (PSDI)
- Mauro Tognoni (PCI)

### Segretari
- Arnaldo Armani (DC)
- Vittorino Carra (DC)
- Emanuele Terrana (PRI) (in carica fino al 14 dicembre 1968)
- Renzo Pigni (PSIUP)
- Adelio Terraroli (PCI)
- Renato Finelli (Misto)
- Raffaele Delfino (MSI)
- Agostino Bignardi (PLI)

## Composizione storica
| Deputato                        | Collegio      | Gruppo (lista) |
| ------------------------------- | ------------- | -------------- |
| Amaele Abbiati                  | Cuneo         | PSU            |
| Tullio Abelli                   | Torino        | MSI            |
| Michele Achilli                 | Milano        | PSU            |
| Edgardo Alboni                  | Milano        | PCI            |
| Massimo Alesi                   | Venezia       | PLI            |
| Giuseppe Alessandrini           | Roma          | PLI            |
| Giuseppe Alessi                 | Palermo       | DC             |
| Gennaro Alfano                  | Napoli        | MSI            |
| Walter Alini                    | Milano        | PSIUP          |
| Cesare Allegri                  | Brescia       | DC             |
| Piergiorgio Allera              | Torino        | PCI            |
| Raffaele Allocca                | Napoli        | DC             |
| Giorgio Almirante               | Roma          | MSI            |
| Giuseppe Alpino                 | Torino        | PLI            |
| Giuseppe Amadei                 | Parma         | PSU            |
| Leonetto Amadei                 | Pisa          | PSU            |
| Aldo Amadeo                     | Genova        | DC             |
| Giuseppe Amasio                 | Genova        | PCI            |
| Giorgio Amendola                | Napoli        | PCI            |
| Pietro Amendola                 | Benevento     | PCI            |
| Fausto Amodei                   | Torino        | PSIUP          |
| Francesco Amodio                | Benevento     | DC             |
| Giovanni Andreoni               | Milano        | DC             |
| Giulio Andreotti                | Roma          | DC             |
| Luigi Angrisani                 | Benevento     | PSU            |
| Tina Anselmi                    | Venezia       | DC             |
| Dario Antoniozzi                | Catanzaro     | DC             |
| Giorgina Arian Levi             | Torino        | PCI            |
| Egidio Ariosto                  | Brescia       | PSU            |
| Arnaldo Armani                  | Udine         | DC             |
| Gian Aldo Arnaud                | Torino        | DC             |
| Aldo Arzilli                    | Pisa          | PCI            |
| Franco Assante                  | Roma          | PCI            |
| Giuseppe Averardi               | Pisa          | PSU            |
| Giuseppe Avolio                 | Napoli        | PSIUP          |
| Pierino Azimonti                | Como          | DC             |
| Giuseppe Azzaro                 | Catania       | DC             |
| Maria Badaloni                  | Roma          | DC             |
| Vittorio Badini Confalonieri    | Cuneo         | PLI            |
| Giuseppe Balasso                | Verona        | DC             |
| Alfredo Baldani Guerra          | Verona        | PSU            |
| Carlo Baldi                     | Cuneo         | DC             |
| Renato Ballardini               | Trento        | PSU            |
| Renato Ballarin                 | Venezia       | PCI            |
| Salvatore Barberi               | Catania       | DC             |
| Paolo Barbi                     | Napoli        | DC             |
| Luciano Barca                   | Ancona        | PCI            |
| Mario Bardelli                  | Mantova       | PCI            |
| Martino Bardotti                | Siena         | DC             |
| Cesare Baroni                   | Mantova       | DC             |
| Ugo Bartesaghi                  | Como          | PCI            |
| Attilio Bartole                 | Parma         | DC             |
| Luigi Barzini                   | Milano        | PLI            |
| Antonio Baslini                 | Milano        | PLI            |
| Lelio Basso                     | Milano        | PSIUP          |
| Renato Bastianelli              | Ancona        | PCI            |
| Ezio Battistella                | Como          | PCI            |
| Mario Beccaria                  | Milano        | DC             |
| Corrado Belci                   | Trieste       | DC             |
| Alberto Bemporad                | Genova        | PSU            |
| Gianfilippo Benedetti           | Ancona        | PCI            |
| Ermanno Benocci                 | Siena         | PCI            |
| Cesare Bensi                    | Como          | PSU            |
| Spartaco Beragnoli              | Firenze       | PCI            |
| Enrico Berlinguer               | Roma          | PCI            |
| Guido Bernardi                  | Roma          | DC             |
| Giovanni Bersani                | Bologna       | DC             |
| Pierantonino Berté              | Milano        | DC             |
| Luigi Bertoldi                  | Verona        | PSU            |
| Nullo Biaggi                    | Brescia       | DC             |
| Ferruccio Biagini               | Firenze       | PCI            |
| Loris Biagioni                  | Pisa          | DC             |
| Tommaso Biamonte                | Benevento     | PCI            |
| Fortunato Bianchi               | Milano        | DC             |
| Gerardo Bianchi                 | Firenze       | DC             |
| Gerardo Bianco                  | Benevento     | DC             |
| Oddo Biasini                    | Bologna       | PRI            |
| Agostino Bignardi               | Bologna       | PLI            |
| Luigi Bima                      | Cuneo         | DC             |
| Alfredo Biondi                  | Genova        | PLI            |
| Antonio Bisaglia                | Verona        | DC             |
| Oddino Bo                       | Cuneo         | PCI            |
| Guido Bodrato                   | Torino        | DC             |
| Ines Boffardi                   | Genova        | DC             |
| Anselmo Boldrin                 | Venezia       | DC             |
| Arrigo Boldrini                 | Bologna       | PCI            |
| Giacomo Bologna                 | Trieste       | DC             |
| Ennio Bonea                     | Lecce         | PLI            |
| Emo Bonifazi                    | Siena         | PCI            |
| Paolo Bonomi                    | Roma          | DC             |
| Luigi Borghi                    | Como          | DC             |
| Domenico Borraccino             | Bari          | PCI            |
| Giovanni Bortot                 | Udine         | PCI            |
| Manfredi Bosco                  | Napoli        | DC             |
| Giuseppe Botta                  | Torino        | DC             |
| Carlo Bottari                   | L'Aquila      | DC             |
| Francesco Bova                  | Catanzaro     | DC             |
| Aldo Bozzi                      | Roma          | PLI            |
| Lucio Mariano Brandi            | Benevento     | PSU            |
| Piergiorgio Bressani            | Udine         | DC             |
| Antonio Brizioli                | Perugia       | PSU            |
| Liberato Bronzuto               | Napoli        | PCI            |
| Emidio Bruni                    | Ancona        | PCI            |
| Pietro Bucalossi                | Milano        | PRI            |
| Brunetto Bucciarelli-Ducci      | Siena         | DC             |
| Pietro Buffone                  | Catanzaro     | DC             |
| Franco Busetto                  | Verona        | PCI            |
| Carlo Buzzi                     | Parma         | DC             |
| Francesco Cacciatore            | Benevento     | PSIUP          |
| Italo Giulio Caiati             | Lecce         | DC             |
| Luigi Caiazza                   | Firenze       | DC             |
| Antonio Caldoro                 | Napoli        | PSU            |
| Vittorio Calvetti               | Como          | DC             |
| Ettore Calvi                    | Milano        | DC             |
| Alessandro Canestrari           | Verona        | DC             |
| Giorgio Canestri                | Cuneo         | PSIUP          |
| Roberto Cantalupo               | Roma          | PLI            |
| Alfio Caponi                    | Perugia       | PCI            |
| Michele Capra                   | Brescia       | DC             |
| Massimo Caprara                 | Napoli        | PCI            |
| Antonio Capua                   | Catanzaro     | PLI            |
| Giulio Caradonna                | Roma          | MSI            |
| Umberto Cardia                  | Cagliari      | PCI            |
| Egidio Carenini                 | Milano        | DC             |
| Antonio Cariglia                | Firenze       | PSU            |
| Gian Carlo Pajetta              | Torino        | PCI            |
| Giuseppe Caroli                 | Lecce         | DC             |
| Vittorino Carra                 | Parma         | DC             |
| Ezequiel Stefano Carrara Sutour | Genova        | PSIUP          |
| Gianuario Carta                 | Cagliari      | DC             |
| Antonio Caruso                  | Mantova       | PCI            |
| Armando Cascio                  | Catania       | PSU            |
| Manlio Livio Cassandro          | Bari          | PLI            |
| Angelo Castelli                 | Brescia       | DC             |
| Albertino Castellucci           | Ancona        | DC             |
| Epifanio Cataldo Giudiceandrea  | Catanzaro     | PCI            |
| Nicola Cataldo                  | Potenza       | PCI            |
| Vittore Catella                 | Torino        | PLI            |
| Francesco Cattanei              | Genova        | DC             |
| Giannina Cattaneo Petrini       | Milano        | DC             |
| Venerio Cattani                 | Bologna       | PSU            |
| Stefano Cavaliere               | Bari          | DC             |
| Renato Cebrelli                 | Milano        | PCI            |
| Vittorio Cecati                 | Perugia       | PSIUP          |
| Guido Ceccherini                | Udine         | PSU            |
| Domenico Ceravolo               | Verona        | PSIUP          |
| Sergio Ceravolo                 | Genova        | PCI            |
| Carlo Ceruti                    | Parma         | DC             |
| Vittorio Cervone                | Roma          | DC             |
| Gino Cesaroni                   | Roma          | PCI            |
| Ivone Chinello                  | Venezia       | PCI            |
| Adriano Ciaffi                  | Ancona        | DC             |
| Alberto Ciampaglia              | Napoli        | PSU            |
| Claudio Cianca                  | Roma          | PCI            |
| Bartolo Ciccardini              | Roma          | DC             |
| Eude Cicerone                   | L'Aquila      | PCI            |
| Gaetano Cingari                 | Catanzaro     | PSU            |
| Franco Coccia                   | Perugia       | PCI            |
| Maria Giulia Cocco              | Cagliari      | DC             |
| Francesco Cocco Ortu            | Cagliari      | PLI            |
| Napoleone Colajanni             | Palermo       | PCI            |
| Arnaldo Colleselli              | Udine         | DC             |
| Emilio Colombo                  | Potenza       | DC             |
| Vittorino Colombo               | Milano        | DC             |
| Francesco Compagna              | Napoli        | PRI            |
| Renato Corà                     | Verona        | DC             |
| Vincenzo Corghi                 | Como          | PCI            |
| Achille Corona                  | Ancona        | PSU            |
| Giuseppe Cortese                | Napoli        | DC             |
| Bruno Corti                     | Brescia       | PSU            |
| Francesco Cossiga               | Cagliari      | DC             |
| Benedetto Cottone               | Palermo       | PLI            |
| Salvatore Cottoni               | Cagliari      | PSU            |
| Alfredo Covelli                 | Benevento     | PDIUM          |
| Bettino Craxi                   | Milano        | PSU            |
| Nino Cristofori                 | Bologna       | DC             |
| Aurelio Curti                   | Torino        | DC             |
| Vito Cusumano                   | Palermo       | PSU            |
| Antonino Cuttitta               | Palermo       | PDIUM          |
| Giovanni Battista Dagnino       | Genova        | DC             |
| Giuseppe D'Alema                | Genova        | PCI            |
| Aldo D'Alessio                  | Roma          | PCI            |
| Michelangelo Dall'Armellina     | Verona        | DC             |
| Vito Damico                     | Torino        | PCI            |
| Luigi D'Angelo                  | Napoli        | PCI            |
| Giovanni D'Antonio              | Napoli        | DC             |
| Saverio D'Aquino                | Catania       | MSI            |
| Bernardo D'Arezzo               | Benevento     | DC             |
| Clelio Darida                   | Roma          | DC             |
| Antonio D'Auria                 | Napoli        | PCI            |
| Danilo De' Cocci                | Ancona        | DC             |
| Giuliano De Laurentiis          | Ancona        | PCI            |
| Donato De Leonardis             | Bari          | DC             |
| Ferruccio De Lorenzo            | Napoli        | PLI            |
| Giovanni De Lorenzo             | Roma          | PDIUM          |
| Beniamino De Maria              | Lecce         | DC             |
| Francesco De Martino            | Napoli        | PSU            |
| Ernesto De Marzio               | Bari          | MSI            |
| Gustavo De Meo                  | Bari          | DC             |
| Ciriaco De Mita                 | Benevento     | DC             |
| Dino De Poli                    | Venezia       | DC             |
| Ubaldo De Ponti                 | Como          | DC             |
| Vittorio De Stasio              | Napoli        | DC             |
| Costante Degan                  | Venezia       | DC             |
| Renato Degli Esposti            | Bologna       | PCI            |
| Antonio Del Duca                | L'Aquila      | DC             |
| Raffaele Delfino                | L'Aquila      | MSI            |
| Libero Della Briotta            | Como          | PSU            |
| Renato Dell'Andro               | Bari          | DC             |
| Giovanni Dello Jacovo           | Napoli        | PCI            |
| Enrico Demarchi                 | Torino        | PLI            |
| Salvatore Di Benedetto          | Palermo       | PCI            |
| Natalino Di Giannantonio        | L'Aquila      | DC             |
| Gaetano Di Leo                  | Palermo       | DC             |
| Eny Nicola Di Lisa              | Campobasso    | DC             |
| Gaetano Di Marino               | Benevento     | PCI            |
| Ado Guido Di Mauro              | L'Aquila      | PCI            |
| Ferdinando Di Nardo             | Napoli        | MSI            |
| Raffaele Di Nardo               | Napoli        | PSU            |
| Raffaele Di Primio              | L'Aquila      | PSU            |
| Marcello Di Puccio              | Pisa          | PCI            |
| Giuseppe Di Vagno               | Bari          | PSU            |
| Johann Dietl                    | Trento        | Misto (PPST)   |
| Nino D'Ippolito                 | Lecce         | PCI            |
| Carlo Donat-Cattin              | Torino        | DC             |
| Antonino Drago                  | Catania       | DC             |
| Luigi Durand de la Penne        | Genova        | PLI            |
| Giovanni Elkan                  | Bologna       | DC             |
| Enzo Erminero                   | Verona        | DC             |
| Attilio Esposto                 | L'Aquila      | PCI            |
| Franco Evangelisti              | Roma          | DC             |
| Francesco Fabbri                | Venezia       | DC             |
| Cesare Augusto Fanelli          | Roma          | DC             |
| Giuseppe Fasoli                 | Genova        | PCI            |
| Carlo Felici                    | Roma          | DC             |
| Alberto Ferioli                 | Parma         | PLI            |
| Mario Ferrari Aggradi           | Venezia       | DC             |
| Attilio Ferrari                 | Parma         | PSU            |
| Alessandro Ferretti             | Palermo       | PCI            |
| Giancarlo Ferri                 | Bologna       | PCI            |
| Mauro Ferri                     | Siena         | PSU            |
| Giulietta Fibbi                 | Firenze       | PCI            |
| Renato Finelli                  | Parma         | Misto (PCI)    |
| Gaetano Fiorentino              | Napoli        | MSI (PDIUM)    |
| Mario Fioret                    | Udine         | DC             |
| Adolfo Fiumanò                  | Catanzaro     | PCI            |
| Sergio Flamigni                 | Bologna       | PCI            |
| Salvatore Foderaro              | Catanzaro     | DC             |
| Arnaldo Forlani                 | Ancona        | DC             |
| Matteo Fornale                  | Verona        | DC             |
| Loris Fortuna                   | Udine         | PSU            |
| Mario Foscarini                 | Lecce         | PCI            |
| Franco Foschi                   | Ancona        | DC             |
| Nicola Foschini                 | Napoli        | DC             |
| Carlo Fracanzani                | Verona        | DC             |
| Giuseppe Fracassi               | L'Aquila      | DC             |
| Franco Franchi                  | Verona        | MSI            |
| Narciso Franco Patrini          | Mantova       | DC             |
| Salvatore Frasca                | Catanzaro     | PSU            |
| Elio Fregonese                  | Venezia       | PCI            |
| Sebastiano Fulci                | Catania       | PLI            |
| Leandro Fusaro                  | Udine         | DC             |
| Vincenzo Gagliardi              | Venezia       | DC             |
| Luigi Michele Galli             | Como          | DC             |
| Giovanni Galloni                | Roma          | DC             |
| Carlo Alberto Galluzzi          | Firenze       | PCI            |
| Remo Gaspari                    | L'Aquila      | DC             |
| Eraldo Gastone                  | Torino        | PCI            |
| Vincenzo Gatto                  | Catania       | PSIUP          |
| Giuseppe Gerbino                | Catania       | DC             |
| Nives Gessi                     | Bologna       | PCI            |
| Nelusco Giachini                | Pisa          | PCI            |
| Gabriele Giannantoni            | Roma          | PCI            |
| Mario Giannini                  | Bari          | PCI            |
| Luigi Giglia                    | Palermo       | DC             |
| Giovanni Gioia                  | Palermo       | DC             |
| Antonio Giolitti                | Cuneo         | PSU            |
| Alberto Giomo                   | Milano        | PLI            |
| Alessandro Giordano             | Torino        | DC             |
| Roberto Giovannini              | Firenze       | PCI            |
| Luigi Girardin                  | Verona        | DC             |
| Giovanni Giraudi                | Cuneo         | DC             |
| Salvatore Angelo Gitti          | Brescia       | DC             |
| Guido Gonella                   | Verona        | DC             |
| Dante Gorreri                   | Parma         | PCI            |
| Giuseppe Gramegna               | Bari          | PCI            |
| Giuseppe Granata                | Palermo       | PCI            |
| Luigi Granelli                  | Milano        | DC             |
| Giorgio Granzotto               | Udine         | PSIUP          |
| Niccolò Grassi Bertazzi         | Catania       | DC             |
| Dante Graziosi                  | Torino        | DC             |
| Agostino Greggi                 | Roma          | DC             |
| Giovambattista Grimaldi         | Catania       | Misto (PCI)    |
| Mario Marino Guadalupi          | Lecce         | PSU            |
| Antonio Guarra                  | Benevento     | MSI            |
| Giorgio Guerrini                | Verona        | PSU            |
| Rodolfo Guerrini                | Siena         | PCI            |
| Giuseppe Guglielmino            | Catania       | PCI            |
| Luigi Gui                       | Verona        | DC             |
| Alberto Guidi                   | Perugia       | PCI            |
| Fausto Gullo                    | Catanzaro     | PCI            |
| Antonino Pietro Gullotti        | Catania       | DC             |
| Aristide Gunnella               | Palermo       | PRI            |
| Renzo Helfer                    | Trento        | DC             |
| Mauro Ianniello                 | Napoli        | DC             |
| Ippazio Imperiale               | Lecce         | DC             |
| Pietro Ingrao                   | Perugia       | PCI            |
| Leonilde Iotti                  | Parma         | PCI            |
| Attilio Iozzelli                | Roma          | DC             |
| Lorenzo Isgrò                   | Cagliari      | DC             |
| Angelo La Bella                 | Roma          | PCI            |
| Giuseppe La Loggia              | Palermo       | DC             |
| Ugo La Malfa                    | Catania       | PRI            |
| Antonio Laforgia                | Bari          | DC             |
| Davide Lajolo                   | Milano        | PCI            |
| Luciano Lama                    | Bologna       | PCI            |
| Giovanni Lamanna                | Catanzaro     | PCI            |
| Francesco Lami                  | Bologna       | PSIUP          |
| Giangiacomo Lattanzi            | Ancona        | PSIUP          |
| Vito Lattanzio                  | Bari          | DC             |
| Salvatore Lauricella            | Palermo       | PSU            |
| Gioacchino Lauro                | Napoli        | PDIUM          |
| Mario Adriano Lavagnoli         | Verona        | PCI            |
| Vito Vittorio Lenoci            | Bari          | PSU            |
| Luciano Lenti                   | Cuneo         | PCI            |
| Silvio Leonardi                 | Milano        | PCI            |
| Bruno Lepre                     | Udine         | PSU            |
| Nicola Lettieri                 | Benevento     | DC             |
| Pietro Lezzi                    | Napoli        | PSU            |
| Lucio Libertini                 | Torino        | PSIUP          |
| Salvo Lima                      | Palermo       | DC             |
| Mario Lizzero                   | Udine         | PCI            |
| Arcangelo Lobianco              | Napoli        | DC             |
| Mauro Silvano Lombardi          | Pisa          | PCI            |
| Riccardo Lombardi               | Milano        | PSU            |
| Luigi Longo                     | Milano        | PCI            |
| Pietro Longo                    | Perugia       | PSU            |
| Tarcisio Longoni                | Milano        | DC             |
| Francesco Loperfido             | Bologna       | PCI            |
| Raffaello Lospinoso Severini    | Potenza       | DC             |
| Franco Luberti                  | Roma          | PCI            |
| Primo Lucchesi                  | Pisa          | DC             |
| Roberto Lucifredi               | Genova        | DC             |
| Pietro Ludovico Vergani         | Milano        | PCI            |
| Giuseppe Lupis                  | Catania       | PSU            |
| Lucio Mario Luzzatto            | Venezia       | PSIUP          |
| Emanuele Macaluso               | Catania       | PCI            |
| Giuseppe Macchiavelli           | Genova        | PSU            |
| Maria Antonietta Macciocchi     | Napoli        | PCI            |
| Desiderio Maggioni              | Milano        | DC             |
| Terenzio Magliano               | Torino        | PSU            |
| Domenico Magrì                  | Catania       | DC             |
| Giovanni Malagodi               | Milano        | PLI            |
| Alberto Malagugini              | Milano        | PCI            |
| Francesco Malfatti              | Pisa          | PCI            |
| Franco Maria Malfatti           | Perugia       | DC             |
| Oscar Mammì                     | Roma          | PRI            |
| Antonio Mancini                 | L'Aquila      | DC             |
| Giacomo Mancini                 | Catanzaro     | PSU            |
| Vincenzo Mancini                | Napoli        | DC             |
| Clemente Manco                  | Lecce         | MSI            |
| Aristide Marchetti              | Como          | DC             |
| Angelo Maria Jacazzi            | Napoli        | PCI            |
| Nello Mariani                   | L'Aquila      | PSU            |
| Edoardo Marino                  | Palermo       | MSI            |
| Luigi Mariotti                  | Firenze       | PSU            |
| Roberto Marmugi                 | Firenze       | PCI            |
| Mario Marocco                   | Udine         | DC             |
| Michele Marotta                 | Potenza       | DC             |
| Neri Marraccini                 | Cagliari      | DC             |
| Luigi Marras                    | Cagliari      | PCI            |
| Decimo Martelli                 | Parma         | PCI            |
| Maria Eletta Martini            | Pisa          | DC             |
| Anselmo Martoni                 | Bologna       | PSU            |
| Vittorio Emanuele Marzotto      | Verona        | PLI            |
| Lodovico Maschiella             | Perugia       | PCI            |
| Cornelio Masciadri              | Torino        | PSU            |
| Raffaele Mascolo                | Bari          | PCI            |
| Renato Massari                  | Milano        | PSU            |
| Daniele Mattalia                | Milano        | Misto (PCI)    |
| Bernardo Mattarella             | Palermo       | DC             |
| Gino Mattarelli                 | Bologna       | DC             |
| Matteo Matteotti                | Venezia       | PSU            |
| Pasquale Maulini                | Torino        | PCI            |
| Crescenzo Mazza                 | Napoli        | DC             |
| Antonio Mazzarino               | Catania       | PLI            |
| Antonio Mario Mazzarrino        | Lecce         | DC             |
| Italo Mazzola                   | Palermo       | PSIUP          |
| Dario Mengozzi                  | Parma         | DC             |
| Stefano Menicacci               | Perugia       | MSI            |
| Claudio Merenda                 | Potenza       | DC             |
| Gianfranco Merli                | Pisa          | DC             |
| Enzo Meucci                     | Pisa          | DC             |
| Maria Vittoria Mezza            | Parma         | PSU            |
| Gennaro Miceli                  | Catanzaro     | PCI            |
| Filippo Micheli                 | Perugia       | DC             |
| Pietro Micheli                  | Parma         | DC             |
| Arturo Michelini                | Roma          | MSI            |
| Eliseo Milani                   | Brescia       | PCI            |
| Raimondo Milia                  | Cagliari      | PDIUM          |
| Rocco Minasi                    | Catanzaro     | PSIUP          |
| Amalia Miotti Carli             | Verona        | DC             |
| Giuseppe Miroglio               | Cuneo         | DC             |
| Riccardo Misasi                 | Catanzaro     | DC             |
| Karl Mitterdorfer               | Trento        | Misto (PPST)   |
| Carlo Molè                      | Cagliari      | DC             |
| Ottorino Monaco                 | Roma          | PLI            |
| Armando Monasterio              | Lecce         | PCI            |
| Amleto Monsellato               | Lecce         | PSU            |
| Antonio Montanti                | Palermo       | PRI            |
| Maurizio Monti                  | Trento        | DC             |
| Giancarlo Morelli               | Verona        | PCI            |
| Sergio Morgana                  | Cagliari      | Misto (PCI)    |
| Aldo Moro                       | Bari          | DC             |
| Dino Moro                       | Venezia       | PSU            |
| Leto Morvidi                    | Roma          | PCI            |
| Giovanni Mosca                  | Milano        | PSU            |
| Giovanni Musotto                | Palermo       | PSU            |
| Carlo Mussa Ivaldi Vercelli     | Torino        | PSU            |
| Isacco Nahoum                   | Cuneo         | PCI            |
| Goffredo Nannini                | Firenze       | DC             |
| Ugo Napoli                      | Catanzaro     | PSU            |
| Francesco Napolitano            | Napoli        | DC             |
| Giorgio Napolitano              | Napoli        | PCI            |
| Luigi Napolitano                | Genova        | PCI            |
| Lorenzo Natali                  | L'Aquila      | DC             |
| Aldo Natoli                     | Roma          | PCI            |
| Alessandro Natta                | Genova        | PCI            |
| Pietro Nenni                    | Milano        | PSU            |
| Beppe Niccolai                  | Pisa          | MSI            |
| Cesarino Niccolai               | Firenze       | PCI            |
| Franco Nicolazzi                | Torino        | PSU            |
| Angelo Nicosia                  | Palermo       | MSI            |
| Agostino Novella                | Genova        | PCI            |
| Guglielmo Nucci                 | Catanzaro     | DC             |
| Renato Ognibene                 | Parma         | PCI            |
| Germano Ollietti                | Valle d'Aosta | Misto (DC)     |
| Carlo Olmini                    | Milano        | PCI            |
| Edoardo Origlia                 | Milano        | DC             |
| Vittorio Orilia                 | Brescia       | Misto (PCI)    |
| Flavio Orlandi                  | Ancona        | PSU            |
| Pietro Padula                   | Brescia       | DC             |
| Nicola Pagliarani               | Bologna       | PCI            |
| Giuliano Pajetta                | Bologna       | PCI            |
| Tomaso Palmiotti                | Campobasso    | PSU            |
| Ennio Palmitessa                | Roma          | DC             |
| Filippo Maria Pandolfi          | Brescia       | DC             |
| Gennaro Papa                    | Benevento     | PLI            |
| Pasquale Pascariello            | Lecce         | PCI            |
| Luigi Passoni                   | Brescia       | PSIUP          |
| Giulio Pastore                  | Torino        | DC             |
| Vincenzo Pavone                 | Catania       | DC             |
| Alfredo Pazzaglia               | Cagliari      | MSI            |
| Mario Pedini                    | Brescia       | DC             |
| Giuseppe Pellegrino             | Palermo       | PCI            |
| Michele Pellicani               | Bari          | PSU            |
| Sergio Pellizzari               | Verona        | PCI            |
| Erminio Pennacchini             | Roma          | DC             |
| Valentino Perdonà               | Verona        | DC             |
| Sandro Pertini                  | Genova        | PSU            |
| Francesco Pezzino               | Catania       | PCI            |
| Domenico Pica                   | Benevento     | DC             |
| Enea Piccinelli                 | Siena         | DC             |
| Flaminio Piccoli                | Trento        | DC             |
| Tullio Pietrobono               | Roma          | PCI            |
| Renzo Pigni                     | Como          | PSIUP          |
| Luigi Pintor                    | Cagliari      | PCI            |
| Mariano Pintus                  | Cagliari      | DC             |
| Ignazio Pirastu                 | Cagliari      | PCI            |
| Antonino Piscitello             | Catania       | PCI            |
| Natale Pisicchio                | Bari          | DC             |
| Ferruccio Pisoni                | Trento        | DC             |
| Michele Pistillo                | Bari          | PCI            |
| Giovanni Battista Pitzalis      | Cagliari      | DC             |
| Mario Pochetti                  | Roma          | PCI            |
| Giulio Polotti                  | Milano        | PSU            |
| Roberto Prearo                  | Verona        | DC             |
| Luigi Preti                     | Bologna       | PSU            |
| Francesco Principe              | Catanzaro     | PSU            |
| Carlo Protti                    | Udine         | PLI            |
| Ernesto Pucci                   | Catanzaro     | DC             |
| Emilio Pucci Di Barsento        | Firenze       | PLI            |
| Enrico Quaranta                 | Benevento     | PSU            |
| Nevo Querci                     | Roma          | PSU            |
| Fausto Samuele Quilleri         | Brescia       | PLI            |
| Arnaldo Racchetti               | Como          | DC             |
| Luciano Radi                    | Perugia       | DC             |
| Leonello Raffaelli              | Pisa          | PCI            |
| Marino Raicich                  | Firenze       | PCI            |
| Leandro Rampa                   | Brescia       | DC             |
| Vincenzo Raucci                 | Napoli        | PCI            |
| Francesco Rausa                 | Lecce         | DC             |
| Giuseppina Re                   | Milano        | PCI            |
| Giuseppe Reale                  | Catanzaro     | DC             |
| Oronzo Reale                    | Ancona        | PRI            |
| Alessandro Reggiani             | Venezia       | PSU            |
| Alfredo Reichlin                | Lecce         | PCI            |
| Franco Restivo                  | Palermo       | DC             |
| Emidio Revelli                  | Genova        | DC             |
| Stefano Riccio                  | Napoli        | DC             |
| Roland Riz                      | Trento        | Misto (PPST)   |
| Giovanni Roberti                | Napoli        | MSI            |
| Virginio Rognoni                | Milano        | DC             |
| Giuseppe Romanato               | Verona        | DC             |
| Nicola Romeo                    | Milano        | MSI            |
| Pier Luigi Romita               | Cuneo         | PSU            |
| Elio Rosati                     | Napoli        | DC             |
| Gianfranco Rossinovich          | Milano        | PCI            |
| Attilio Ruffini                 | Palermo       | DC             |
| Mariano Rumor                   | Verona        | DC             |
| Carlo Russo                     | Genova        | DC             |
| Ferdinando Russo                | Palermo       | DC             |
| Vincenzo Russo                  | Bari          | DC             |
| Walter Sabadini                 | Bologna       | PCI            |
| Giuseppe Sacchi                 | Milano        | PCI            |
| Angelo Salizzoni                | Bologna       | DC             |
| Elvio Salvatore                 | Potenza       | PSU            |
| Franco Salvi                    | Brescia       | DC             |
| Renato Sandri                   | Mantova       | PCI            |
| Carlo Sangalli                  | Milano        | DC             |
| Carlo Sanna                     | Cagliari      | PSIUP          |
| Orazio Santagati                | Catania       | MSI            |
| Ermido Santi                    | Genova        | PSU            |
| Mauro Santoni                   | Milano        | PCI            |
| Bruno Sargentini                | Roma          | PSU            |
| Adolfo Sarti                    | Cuneo         | DC             |
| Domenico Sartor                 | Venezia       | DC             |
| Emanuela Savio                  | Torino        | DC             |
| Gianni Savoldi                  | Brescia       | PSU            |
| Giovanni Battista Scaglia       | Brescia       | DC             |
| Antonino Scaini                 | Udine         | PCI            |
| Eugenio Scalfari                | Torino        | PSU            |
| Oscar Luigi Scalfaro            | Torino        | DC             |
| Vito Scalia                     | Catania       | DC             |
| Carlo Scarascia Mugnozza        | Lecce         | DC             |
| Corrado Scardavilla             | Catania       | PSU            |
| Vincenzo Scarlato               | Benevento     | DC             |
| Primo Schiavon                  | Venezia       | DC             |
| Michele Scianatico              | Bari          | DC             |
| Renato Scionti                  | Bari          | PCI            |
| Vinicio Scipioni                | L'Aquila      | PCI            |
| Carlo Scotoni                   | Trento        | PCI            |
| Vincenzo Scotti                 | Napoli        | DC             |
| Donato Scutari                  | Potenza       | PCI            |
| Giacomo Sedati                  | Campobasso    | DC             |
| Gabriele Semeraro               | Lecce         | DC             |
| Antonino Senese                 | Catanzaro     | DC             |
| Emilio Sereni                   | Siena         | PCI            |
| Pietro Serrentino               | Como          | PLI            |
| Stefano Servadei                | Bologna       | PSU            |
| Francesco Servello              | Milano        | MSI            |
| Luciana Sgarbi Bompani          | Parma         | PCI            |
| Marcello Sgarlata               | Catania       | DC             |
| Primo Silvestri                 | Verona        | PSU            |
| Marcello Simonacci              | Roma          | DC             |
| Giuseppe Sinesio                | Palermo       | DC             |
| Giovanni Sisto                  | Cuneo         | DC             |
| Albino Skerk                    | Trieste       | PCI            |
| Tommaso Sorgi                   | L'Aquila      | DC             |
| Enrico Spadola                  | Catania       | DC             |
| Ugo Spagnoli                    | Torino        | PCI            |
| Pasquale Specchio               | Bari          | PCI            |
| Giuseppe Speciale               | Palermo       | PCI            |
| Edoardo Speranza                | Firenze       | DC             |
| Antonino Spinelli               | Catanzaro     | DC             |
| Giorgio Spitella                | Perugia       | DC             |
| Pietro Sponziello               | Lecce         | MSI            |
| Vincenzo Squicciarini           | Bari          | DC             |
| Carlo Stella                    | Torino        | DC             |
| Ferdinando Storchi              | Verona        | DC             |
| Bruno Storti                    | Roma          | DC             |
| Fiorentino Sullo                | Benevento     | DC             |
| Egidio Sulotto                  | Torino        | PCI            |
| Luigi Tagliaferri               | Parma         | PCI            |
| Rodolfo Tambroni Armaroli       | Ancona        | DC             |
| Mario Tanassi                   | Roma          | PSU            |
| Michele Tantalo                 | Potenza       | DC             |
| Francesco Taormina              | Palermo       | Misto (PCI)    |
| Eugenio Tarabini                | Como          | DC             |
| Paolo Emilio Taviani            | Genova        | DC             |
| Giulio Tedeschi                 | Campobasso    | PCI            |
| Elvo Tempia Valenta             | Torino        | PCI            |
| Emanuele Terrana                | Catanzaro     | PRI            |
| Corrado Terranova               | Catania       | DC             |
| Adelio Terraroli                | Brescia       | PCI            |
| Giuseppe Tocco                  | Cagliari      | PSU            |
| Alberto Todros                  | Torino        | PCI            |
| Mauro Tognoni                   | Siena         | PCI            |
| Mario Toros                     | Udine         | DC             |
| Renato Tozzi Condivi            | Ancona        | DC             |
| Filippo Traina                  | Catania       | PCI            |
| Giovanni Traversa               | Cuneo         | DC             |
| Roberto Tremelloni              | Milano        | PSU            |
| Antonino Tripodi                | Catanzaro     | MSI            |
| Girolamo Tripodi                | Catanzaro     | PCI            |
| Antonello Trombadori            | Roma          | PCI            |
| Ferdinando Truzzi               | Mantova       | DC             |
| Emanuele Tuccari                | Catania       | PCI            |
| Luigi Turchi                    | Roma          | MSI            |
| Francesco Turnaturi             | Catania       | DC             |
| Giacinto Urso                   | Lecce         | DC             |
| Gianni Usvardi                  | Mantova       | PSU            |
| Mario Vaghi                     | Milano        | DC             |
| Pietro Valeggiani               | Milano        | DC             |
| Mario Valiante                  | Benevento     | DC             |
| Domenico Valori                 | Ancona        | PCI            |
| Giuliano Vassalli               | Roma          | PSU            |
| Alcide Vecchi                   | Parma         | PCI            |
| Bruno Vecchiarelli              | Campobasso    | DC             |
| Tullio Vecchietti               | Roma          | PSIUP          |
| Giuseppe Vedovato               | Firenze       | DC             |
| Aldo Venturini                  | Roma          | PSU            |
| Giuseppe Venturoli              | Bologna       | PCI            |
| Francesco Verga                 | Milano        | DC             |
| Veraldo Vespignani              | Bologna       | PCI            |
| Stefano Vetrano                 | Benevento     | PCI            |
| Mario Vetrone                   | Benevento     | DC             |
| Gianmario Vianello              | Venezia       | PCI            |
| Rodolfo Vicentini               | Brescia       | DC             |
| Sebastiano Vincelli             | Catanzaro     | DC             |
| Calogero Volpe                  | Palermo       | DC             |
| Benigno Zaccagnini              | Bologna       | DC             |
| Renzo Zaffanella                | Mantova       | PSU            |
| Mario Zagari                    | Roma          | PSU            |
| Giuseppe Zamberletti            | Como          | DC             |
| Amos Zanibelli                  | Mantova       | DC             |
| Carmen Paola Zanti Tondi        | Parma         | PCI            |
| Franco Zappa                    | Como          | PSU            |
| Arnaldo Zucchini                | Pisa          | PSIUP          |
| Umberto Zurlini                 | Parma         | PSIUP          |

## Deputati surroganti proclamati eletti ad inizio legislatura
Di seguito i deputati proclamati eletti in surrogazione dei candidati plurieletti.
| Lista | Eletto surrogato     | Opzione | Subentrante                     | Collegio  |
| ----- | -------------------- | ------- | ------------------------------- | --------- |
| PCI   | Giorgio Amendola     | Napoli  | Pasquale Specchio               | Bari      |
| PCI   | Luigi Anderlini      | Senato  | Franco Coccia                   | Perugia   |
| PCI   | Luigi Anderlini      | Senato  | Antonello Trombadori            | Roma      |
| DC    | Piero Bargellini     | Senato  | Goffredo Nannini                | Firenze   |
| PCI   | Ugo Bartesaghi       | Milano  | Silvio Leonardi                 | Milano    |
| PSIUP | Lelio Basso          | Milano  | Ezequiel Stefano Carrara Sutour | Genova    |
| PSIUP | Lelio Basso          | Milano  | Giorgio Canestri                | Cuneo     |
| PCI   | Paolo Bufalini       | Senato  | Mario Pochetti                  | Roma      |
| PCI   | Paolo Bufalini       | Senato  | Giuseppe Speciale               | Palermo   |
| PCI   | Gerardo Chiaromonte  | Senato  | Nicola Cataldo                  | Potenza   |
| DC    | Amintore Fanfani     | Senato  | Enea Piccinelli                 | Siena     |
| PSU   | Loris Fortuna        | Udine   | Michele Achilli                 | Milano    |
| DC    | Silvio Gava          | Senato  | Vittorio De Stasio              | Napoli    |
| PCI   | Pietro Ingrao        | Perugia | Eude Cicerone                   | L'Aquila  |
| PRI   | Ugo La Malfa         | Catania | Oddo Biasini                    | Bologna   |
| PRI   | Ugo La Malfa         | Catania | Aristide Gunnella               | Palermo   |
| PCI   | Davide Lajolo        | Milano  | Vittorio Orilia                 | Brescia   |
| PDIUM | Achille Lauro        | Senato  | Gaetano Fiorentino              | Napoli    |
| PCI   | Luigi Longo          | Milano  | Oddino Bo                       | Cuneo     |
| PCI   | Luigi Longo          | Milano  | Epifanio Cataldo Giudiceandrea  | Catanzaro |
| PSIUP | Lucio Mario Luzzatto | Venezia | Giorgio Granzotto               | Udine     |
| PLI   | Giovanni Malagodi    | Milano  | Giuseppe Alessandrini           | Roma      |
| PCI   | Giorgio Napolitano   | Napoli  | Stefano Vetrano                 | Benevento |
| PCI   | Alessandro Natta     | Genova  | Renato Ballarin                 | Venezia   |
| PSU   | Pietro Nenni         | Milano  | Eugenio Scalfari                | Torino    |
| PSU   | Pietro Nenni         | Milano  | Aldo Venturini                  | Roma      |
| PCI   | Gian Carlo Pajetta   | Mantova | Antonio Caruso                  | Mantova   |
| PCI   | Alfredo Reichlin     | Lecce   | Raffaele Mascolo                | Bari      |
| PCI   | Mauro Scoccimarro    | Senato  | Mario Lavagnoli                 | Verona    |
| PCI   | Umberto Terracini    | Senato  | Marcello Di Puccio              | Pisa      |
| PSIUP | Dario Valori         | Senato  | Umberto Zurlini                 | Parma     |
| PSIUP | Dario Valori         | Senato  | Giannigiacomo Lattanzi          | Ancona    |
| PSIUP | Dario Valori         | Senato  | Vittorio Ceccati                | Perugia   |
| PSIUP | Tullio Vecchietti    | Roma    | Arnaldo Zucchini                | Pisa      |
| PSIUP | Tullio Vecchietti    | Roma    | Italo Mazzola                   | Palermo   |

1. ↑  In seguito all'ulteriore opzione di Eugenio Scalfari per il collegio di Torino

## Modifiche intervenute

### Modifiche intervenute nella composizione dell'assemblea
| Uscente                   | Subentrante                   | Lista | Collegio  | Causa          | Data       |
| ------------------------- | ----------------------------- | ----- | --------- | -------------- | ---------- |
| Gaetano Fiorentino        | Giovanni Casola               | PDIUM | Napoli    | Optante Senato | 05.07.1968 |
| Vincenzo Gagliardi        | Nerino Cavallari              | DC    | Venezia   | Decesso        | 05.07.1968 |
| Umberto Zurlini           | Franco Boiardi                | PSIUP | Parma     | Decesso        | 30.08.1958 |
| Francesco Cocco Ortu      | Raffaele Camba                | PLI   | Cagliari  | Decesso        | 22.01.1969 |
| Arturo Michelini          | Pino Romualdi                 | MSI   | Roma      | Decesso        | 18.06.1969 |
| Renato Degli Esposti      | Peppino Aldrovandi            | PCI   | Bologna   | Dimissioni     | 03.07.1969 |
| Agostino Novella          | Giorgio Bini                  | PCI   | Genova    | Dimissioni     | 03.07.1969 |
| Luciano Lama              | Adriana Lodi Faustini Fustini | PCI   | Bologna   | Dimissioni     | 03.07.1969 |
| Pietro Amendola           | Mario Cirillo                 | PCI   | Benevento | Dimissioni     | 08.08.1969 |
| Vito Scalia               | Giosuè Salomone               | DC    | Catania   | Dimissioni     | 08.08.1969 |
| Bruno Storti              | Ruggero Villa                 | DC    | Roma      | Dimissioni     | 08.08.1969 |
| Giovanni Dello Jacovo     | Domenico Conte                | PCI   | Napoli    | Decesso        | 03.09.1969 |
| Giulio Pastore            | Carlo Borra                   | DC    | Torino    | Decesso        | 22.10.1969 |
| Ermanno Benocci           | Danilo Tani                   | PCI   | Siena     | Dimissioni     | 17.12.1969 |
| Gioacchino Lauro          | Giovanni Gatti                | PDIUM | Napoli    | Decesso        | 01.05.1970 |
| Pietro Ludovico Vergani   | Marco Baccalini               | PCI   | Milano    | Decesso        | 13.05.1970 |
| Franco Maria Malfatti     | Renzo Nicolini                | DC    | Perugia   | Dimissioni     | 02.07.1970 |
| Giulio Polotti            | Angelo Cucchi                 | PSU   | Milano    | Dimissioni     | 10.08.1970 |
| Giovanni Battista Dagnino | Ettore Spora                  | DC    | Genova    | Dimissioni     | 30.09.1970 |
| Clelio Darida             | Lamberto Bertucci             | DC    | Roma      | Dimissioni     | 26.10.1970 |
| Pietro Nenni              | Luciano De Pascalis           | PSU   | Milano    | Optante Senato | 26.11.1970 |
| Salvatore Angelo Gitti    | Francesco Tagliarini          | DC    | Brescia   | Decesso        | 24.02.1971 |
| Bernardo Mattarella       | Aldo Bassi                    | DC    | Palermo   | Decesso        | 03.03.1971 |
| Nicola Pagliarani         | Veniero Accreman              | PCI   | Bologna   | Dimissioni     | 17.06.1971 |
| Alcide Vecchi             | Fausto Bocchi                 | PCI   | Parma     | Dimissioni     | 24.09.1971 |
| Sergio Morgana            | Cesare Salvatore Pirisi       | PCI   | Cagliari  | Decesso        | 24.09.1971 |
| Francesco Napolitano      | Ferdinando D'Ambrosio         | DC    | Napoli    | Decesso        | 27.10.1971 |
| Fausto Bocchi             | Franco Pasini                 | PCI   | Parma     | Dimissioni     | 10.11.1971 |
| Emanuela Savio            | Renzo Franzo                  | DC    | Torino    | Dimissioni     | 24.02.1972 |
| Carlo Scarascia Mugnozza  | -                             | DC    | -         | Dimissioni     | -          |
| Germano Ollietti          | -                             | DC    | -         | Decesso        | -          |

### Modifiche intervenute nella composizione dei gruppi

#### Gruppo democratico cristiano
- In data 16.09.1970 lascia il gruppo Giuseppe Gerbino, che aderisce al gruppo misto.
- In data 21.03.1972 la consistenza del gruppo diminuisce di un'unità per effetto della mancata surrogazione di Carlo Scarascia Mugnozza, cessato dal mandato.

#### Gruppo comunista
- In data 19.12.1969 lasciano il gruppo Massimo Caprara e Aldo Natoli, che aderiscono al gruppo misto.
- In data 04.03.1970 lascia il gruppo Luigi Pintor, che aderisce al gruppo misto.
- In data 15.04.1970 lascia il gruppo Liberato Bronzuto, che aderisce al gruppo misto.
- In data 15.10.1970 lascia il gruppo Eliseo Milani, che aderisce al gruppo misto.

#### PSI-PSDI Unificati/Gruppo socialista
- In data 07.07.1969 lasciano il gruppo Giuseppe Amadei, Luigi Angrisani, Egidio Ariosto, Giuseppe Averardi, Alberto Bemporad, Antonio Cariglia, Guido Ceccherini, Alberto Ciampaglia, Bruno Corti, Salvatore Cottoni, Mauro Ferri, Pietro Longo, Giuseppe Lupis, Terenzio Magliano, Anselmo Martoni, Renato Massari, Matteo Matteotti, Maria Vittoria Mezza, Ugo Napoli, Franco Nicolazzi, Flavio Orlandi, Tomaso Palmiotti, Luigi Preti, Alessandro Reggiani, Pier Luigi Romita, Bruno Sargentini, Primo Silvestri, Mario Tanassi e Roberto Tremelloni, che costituiscono il gruppo Partito Socialista Democratico Italiano. In pari data, il gruppo PSI-PSDI Unificati assume il nome di Partito Socialista Italiano.

#### Movimento Sociale Italiano
- In data 05.05.1971 aderisce al gruppo Giovanni De Lorenzo, proveniente dal gruppo PDIUM.

#### Gruppo liberale
- In data 22.02.1972 lascia il gruppo Antonio Capua, che aderisce al gruppo misto.

#### Partito Socialista Italiano di Unità Proletaria
- In data 16.01.1971 lascia il gruppo Lelio Basso, che aderisce al gruppo misto.
- In data 26.03.1971 lascia il gruppo Rocco Minasi, che aderisce al gruppo misto.
- In data 24.09.1971 aderisce al gruppo Rocco Minasi, proveniente dal gruppo misto.

#### Gruppo repubblicano
- Nessuna modifica intervenuta.

#### Partito Democratico Italiano di Unità Monarchica
- In data 05.05.1971 lascia il gruppo Giovanni De Lorenzo, che aderisce al gruppo Movimento Sociale Italiano.

#### Partito Socialista Democratico Italiano
- Il gruppo si costituisce in data 07.07.1969. Ad esso aderiscono 29 deputati, provenienti dal gruppo PSI-PSDI Unificati: Giuseppe Amadei, Luigi Angrisani, Egidio Ariosto, Giuseppe Averardi, Alberto Bemporad, Antonio Cariglia, Guido Ceccherini, Alberto Ciampaglia, Bruno Corti, Salvatore Cottoni, Mauro Ferri, Pietro Longo, Giuseppe Lupis, Terenzio Magliano, Anselmo Martoni, Renato Massari, Matteo Matteotti, Maria Vittoria Mezza, Ugo Napoli, Franco Nicolazzi, Flavio Orlandi, Tomaso Palmiotti, Luigi Preti, Alessandro Reggiani, Pier Luigi Romita, Bruno Sargentini, Primo Silvestri, Mario Tanassi e Roberto Tremelloni.

#### Gruppo misto
- In data 19.12.1969 aderiscono al gruppo Massimo Caprara e Aldo Natoli, provenienti dal gruppo comunista.
- In data 04.03.1970 aderisce al gruppo Luigi Pintor, proveniente dal gruppo comunista.
- In data 15.04.1970 aderisce al gruppo Liberato Bronzuto, proveniente dal gruppo comunista.
- In data 16.09.1970 aderisce al gruppo Giuseppe Gerbino, proveniente dal gruppo democratico cristiano.
- In data 15.10.1970 aderisce al gruppo Eliseo Milani, proveniente dal gruppo comunista.
- In data 16.01.1971 aderisce al gruppo Lelio Basso, proveniente dal gruppo PSIUP.
- In data 26.03.1971 aderisce al gruppo Rocco Minasi, proveniente dal gruppo PSIUP.
- In data 24.09.1971 lascia il gruppo Rocco Minasi, che aderisce al gruppo PSIUP (in pari data aderisce Cesare Salvatore Pirisi, subentrato a Sergio Morgana).
- In data 22.02.1972 aderisce al gruppo Antonio Capua, proveniente dal gruppo liberale.
- In data 25.04.1972 la consistenza del gruppo diminuisce di un'unità per effetto della mancata surrogazione di Germano Ollietti.